# Bratislava (vùng)
Bratislava (tiếng Slovak: Bratislavský kraj, phát âm [ˈbracislaʊ̯skiː ˈkraj]) là một vùng hành chính nằm ở tây nam của Slovakia. Vùng này lần đầu tiên được thành lập vào năm 1923 và điều chỉnh ranh giới lần gần đây nhất là vào năm 1996. Đây là vùng có diện tích nhỏ nhất trong số tám vùng của Slovakia nhưng lại là khu vực đô thị hóa lớn nhất. Thủ phủ vùng là Bratislava, là trung tâm kinh tế và văn hóa của vùng, đồng thời cũng chính là thủ đô của Slovakia.

## Địa lý
Vùng này nằm ở phía tây nam của Slovakia và có diện tích 2.053 km² và dân số 622.706 người (2009). Nó bị chia tách bởi dãy Tiểu Carpath bắt đầu ở Bratislava và chạy về phía đông bắc. Dãy núi này chia tách Bratislava thành hai vùng đất thấp, đó là Záhorie ở phía tây và vùng đất thấp Danubian màu mỡ ở phía đông, là nơi trồng lúa mì và ngô chủ yếu của đất nước.
Các sông chính trong khu vực là sông Morava, Danube, Tiểu Danube. Vùng này có ba khu vực cảnh quan được bảo vệ bao gồm Khu vực bảo vệ cảnh quan Tiểu Carpath, Záhorie và Dunajské luhy.
Về mặt địa lý, vùng này giáp ranh với Trnava ở phía bắc và đông, Győr-Moson-Sopron của Hungary ở phía nam, bang Burgenland của Áo ở phía tây nam và Hạ Áo ở phía tây.

## Nhân khẩu học
| Năm            | 1994    | 2004    | 2014    | 2024    |
| -------------- | ------- | ------- | ------- | ------- |
| Số lượng người | 616.871 | 601.132 | 625.167 | 736.385 |
| Sự khác biệt   |         | −2,55%  | +3,99%  | +17,79% |

| Năm            | 2023    | 2024    |
| -------------- | ------- | ------- |
| Số lượng người | 732.757 | 736.385 |
| Sự khác biệt   |         | +0,49%  |

Mặc dù đây là vùng có diện tích nhỏ nhất nhưng lại là vùng có mật độ dân số cao nhất cả nước. Thành phố lớn nhất là Bratislava với 425.459 người, và lớn thứ hai của vùng là Pezinok với 21,334 người. Vùng này có mức độ đô thị hóa cao (83,2%).Theo điều tra dân số năm 2001, dân số của vùng là 599.015 người, phần lớn trong số họ là người Slovak (91,2%), người Hungary (4,6%) và người Séc (1,6%).

## Kinh tế
Nền kinh tế của vùng Bratislava chiếm khoảng một phần tư (tương đương 20 tỷ euro) trong GDP của Slovakia. Bratislava cũng là một trong số những nơi có GDP bình quân đầu người cao nhất với 51.200 Euro (xấp xỉ 70.000 đôla Mỹ). Các ngành quan trọng bao gồm công nghiệp hóa chất, ô tô, máy móc, kỹ thuật điện và thực phẩm.

## Phân cấp hành chính
Bratislava bao gồm 8 quận huyện, với 73 đô thị, trong đó có 7 thành phố.
- Malacky
- Pezinok
- Senec
- Bratislava I
- Bratislava II
- Bratislava III
- Bratislava IV
- Bratislava V